# Паранормальное явление: Ночь в Токио
«Паранормальное явление: Ночь в Токио» (яп. パラノーマル・アクティビティ 第2章 TOKYO NIGHT Парано:мару акутибити даи 2 сё:) («Паранормальное явление, Глава 2: Ночь в Токио») — японский фильм ужасов о сверхъестественном 2010 года, снятый Тосикадзу Нагаэ в псевдодокументальном стиле. Является неофициальным спин-оффом фильма Орена Пели — «Паранормальное явление». Мировая премьера состоялась 20 ноября 2010 года. В России фильм вышел в прокат 24 февраля 2011 года.

## Сюжет
Харука вернулась в Японию из туристического путешествия по Америке. Отдых был омрачен автокатастрофой, в которую она угодила в Сан-Диего, когда она случайно сбила на дороге девушку, находившуюся в розыске по обвинению в убийстве своего возлюбленного. Это была та самая Кэти, в которую вселился демон из первой части «Паранормального явления».
В Токио брат девушки Харуки замечает, что с его сестрой, которая после аварии передвигается на инвалидной коляске, начинают происходить странные вещи. Похоже, паранормальное явление, уже замеченное в Сан-Диего, теперь повторяется и здесь. Парень устанавливает камеру в комнате сестры и с ужасом узнает о леденящих кровь событиях. Хуже того, демон коснулся и его самого.

## В ролях
- Норико Аоа — Харука Ямано
- Аой Накамура — Коити Ямано